# یانا کودریوسوا
یانا کودریوسوا (به روسی: Я́на Алексе́евна Кудря́вцева) ژیمناست زادهٔ ۳۰ سپتامبر ۱۹۹۷ میلادی اهل کشور روسیه است.